# Equity Tower
L'Equity Tower est un gratte-ciel de 220 mètres construit en 2010 à Jakarta en Indonésie. 